# Inurois fumosa
Inurois fumosa är en fjärilsart som beskrevs av Inoue 1944. Inurois fumosa ingår i släktet Inurois och familjen mätare. Inga underarter finns listade i Catalogue of Life.